# Marek Łatas
Marek Jerzy Łatas (ur. 20 kwietnia 1960 w Myślenicach) – polski polityk, nauczyciel, poseł na Sejm V, VI i VII kadencji.

## Życiorys
W 1980 ukończył Technikum Mechaniczne w Zespole Szkół Techniczno-Ekonomicznych im. Mikołaja Reja w Myślenicach. W 1987 ukończył studia w Wyższej Szkole Pedagogicznej im. Komisji Edukacji Narodowej w Krakowie. Pracował jako nauczyciel, następnie dyrektor zespołu szkół w Myślenicach. Od 1998 do 2002 zasiadał w sejmiku małopolskim I kadencji. W wyborach w 2001 bez powodzenia kandydował do Sejmu z listy AWSP. Działał w Ruchu Społecznym AWS, następnie przystąpił do PiS.
W wyborach w 2005 z listy Prawa i Sprawiedliwości został wybrany na posła V kadencji w okręgu chrzanowskim. W wyborach parlamentarnych w 2007 po raz drugi uzyskał mandat poselski, otrzymując 16 169 głosów.
25 marca 2009 został zatrzymany podczas prowadzenia samochodu w stanie nietrzeźwości. Prokurator przedstawił mu zarzut w tej sprawie. Na posiedzeniu z 30 września 2009 Sąd Rejonowy w Kielcach, uznając go winnym popełnienia tego przestępstwa, warunkowo umorzył postępowanie karne na roczny okres próby, orzekając nadto świadczenie pieniężne i roczny zakaz prowadzenia pojazdów.
W wyborach do Sejmu w 2011 z powodzeniem ubiegał się o reelekcję, dostał 12 466 głosów. Nie kandydował w kolejnych wyborach w 2015.

## Odznaczenia i wyróżnienia
W 1999, za wzorowe, wyjątkowo sumienne wykonywanie obowiązków wynikających z pracy zawodowej, został odznaczony przez prezydenta Aleksandra Kwaśniewskiego Brązowym Krzyżem Zasługi. W 2008 władze Uniwersytetu Ekonomicznego w Krakowie wyróżniły go tytułem „Zasłużony dla UEK”.